# Luis Heber De León
Luis Heber De León Pepelescov (* 26. Juni 1965 im Departamento Maldonado) ist ein uruguayischer General der Luftstreitkräfte.
Nach der Schule begann De León 1981 eine Ausbildung am Liceo Militar N° 4 und setzte sie ab 1983 an einer Luftfahrtschule fort. Diese schloss er als Alférez ab. Anschließend diente er in verschiedenen Einheiten der Fuerza Aérea Uruguaya (FAU). In der zweiten Hälfte der 1990er Jahre folgten Weiterbildungen und Einsätze im Ausland. Im Jahr 2002 wurde er in den Rang eines Mayor befördert und absolvierte Kommandeursschulungen.
Im März 2011 wurde er zum Generalstabschef ernannt. 2016 stieg er in den Rang eines Brigadier general auf und wurde zum Kommandeur des Personalkommandos der FAU ernannt. Seit 2020 ist der Chef der Luftstreitkräfte im Rang eines General del Aire.
Zusätzlich zum Militärdienst unterstützte er mehrfach das Instituto Antártico Uruguayo bei Expeditionen. Für die UNO führte er Flüge in die Demokratische Republik Kongo durch.
General De León ist verheiratet und hat zwei Kinder.